# فرودگاه محلی لوکانتری
فرودگاه محلی لوکانتری (به انگلیسی: Lowcountry Regional Airport) یک فرودگاه همگانی با کد یاتا RBW است که یک باند فرود آسفالت دارد و طول باند آن ۱۸۲۹ متر است. این فرودگاه در کشور ایالات متحده آمریکا قرار دارد و در ارتفاع ۳۰٫۸ متری از سطح دریا واقع شده است.